# Blumhouse Productions
La Blumhouse Productions è una casa di produzione statunitense, fondata nel 2000 da Jason Blum e specializzata nella produzione di film horror. Ha prodotto le saghe di Paranormal Activity, Insidious, La notte del giudizio, Sinister e Ouija.
Nel 2014 ha prodotto il film Whiplash, vincitore di tre premi Oscar.

## Filmografia

### Cinema
| Anno | Film                                                           | Genere     | Budget       | Incasso lordo  | Rotten Tomatoes |
| ---- | -------------------------------------------------------------- | ---------- | ------------ | -------------- | --------------- |
| 2002 | Hysterical Blindness                                           | Drammatico | N.D.         | N.D.           | N.D.            |
| 2006 | Griffin & Phoenix                                              | Drammatico | $500.000     | $1,4 milioni   | N.D.            |
| 2007 | The Fever                                                      | Drammatico | N.D.         | N.D.           | N.D.            |
| 2007 | The Darwin Awards - Suicidi accidentali per menti poco evolute | Commedia   | N.D.         | $309.408       | 25%             |
| 2008 | Graduation                                                     | Poliziesco | N.D.         | N.D.           | 0%              |
| 2008 | The Reader - A voce alta                                       | Drammatico | $32 milioni  | $108,9 milioni | 61%             |
| 2009 | Paranormal Activity                                            | Horror     | $15.000      | $193,4 milioni | 83%             |
| 2009 | Un marito di troppo                                            | Drammatico | N.D.         | $22,7 milioni  | 6%              |
| 2010 | L'acchiappadenti                                               | Commedia   | $48 milioni  | $112,5 milioni | 18%             |
| 2010 | Paranormal Activity 2                                          | Horror     | $3 milioni   | $177,5 milioni | 58%             |
| 2011 | Insidious                                                      | Horror     | $1,5 milioni | $97 milioni    | 66%             |
| 2011 | Paranormal Activity 3                                          | Horror     | $5 milioni   | $207 milioni   | 68%             |
| 2012 | The FP                                                         | Comedy     | $45.000      | $40.557        | 48%             |
| 2012 | Provetta d'amore                                               | Comedy     | N.D.         | $475.511       | 8%              |
| 2012 | Lawless                                                        | Poliziesco | $26 milioni  | $53,7 milioni  | 67%             |
| 2012 | Sinister                                                       | Horror     | $3 milioni   | $77,7 milioni  | 63%             |
| 2012 | Paranormal Activity 4                                          | Horror     | $5 milioni   | $142,8 milioni | 24%             |
| 2012 | The Bay                                                        | Horror     | $2 milioni   | $1,6 milioni   | 77%             |
| 2013 | Dark Skies - Oscure presenze                                   | Horror     | $3,5 milioni | $26,4 milioni  | 41%             |
| 2013 | Le streghe di Salem                                            | Horror     | $1,5 milioni | $1,5 milioni   | 44%             |
| 2013 | La notte del giudizio                                          | Horror     | $3 milioni   | $89,3 milioni  | 37%             |
| 2013 | Oltre i confini del male: Insidious 2                          | Horror     | $5 milioni   | $161,9 milioni | 39%             |
| 2013 | Plush                                                          | Thriller   | $2 milioni   | $28.864        | 29%             |
| 2013 | Best Night Ever                                                | Commedia   | N.D.         | $289.511       | 0%              |
| 2014 | Il segnato                                                     | Horror     | $5 milioni   | $90,9 milioni  | 39%             |
| 2014 | Oculus - Il riflesso del male                                  | Horror     | $5 milioni   | $44 milioni    | 73%             |
| 2014 | 13 Sins                                                        | Horror     | $4 milioni   | $826.252       | 63%             |
| 2014 | Senza uscita                                                   | Thriller   | $2,5 milioni | N.D.           | N.D.            |
| 2014 | Anarchia - La notte del giudizio                               | Horror     | $9 milioni   | $111,9 milioni | 57%             |
| 2014 | Mockingbird - In diretta dall'inferno                          | Horror     | N.D.         | N.D.           | N.D.            |
| 2014 | Mercy                                                          | Horror     | N.D.         | N.D.           | N.D.            |
| 2014 | Whiplash                                                       | Drammatico | $3,3 milioni | $49 milioni    | 94%             |
| 2014 | Stretch - Guida o muori                                        | Commedia   | $5 milioni   | $4.833         | 86%             |
| 2014 | The Town That Dreaded Sundown                                  | Horror     | N.D.         | N.D.           | 70%             |
| 2014 | Ouija                                                          | Horror     | $5 milioni   | $103,6 milioni | 6%              |
| 2014 | Oscure presenze                                                | Horror     | N.D.         | $7 milioni     | 26%             |
| 2015 | Il ragazzo della porta accanto                                 | Thriller   | $4 milioni   | $52,4 milioni  | 10%             |
| 2015 | The Lazarus Effect                                             | Horror     | $3,3 milioni | $38,4 milioni  | 16%             |
| 2015 | Unfriended                                                     | Horror     | $1 milioni   | $64,1 milioni  | 62%             |
| 2015 | Area 51                                                        | Horror     | $5 milioni   | $7.556         | 20%             |
| 2015 | Insidious 3 - L'inizio                                         | Horror     | $10 milioni  | $113 milioni   | 58%             |
| 2015 | Creep                                                          | Horror     | N.D.         | N.D.           | 96%             |
| 2015 | Exeter                                                         | Horror     | $2 milioni   | N.D.           | N.D.            |
| 2015 | The Gallows - L'esecuzione                                     | Horror     | $100.000     | $43 milioni    | 16%             |
| 2015 | Regali da uno sconosciuto - The Gift                           | Thriller   | $5 milioni   | $59 milioni    | 93%             |
| 2015 | Sinister 2                                                     | Horror     | $10 milioni  | $52,9 milioni  | 13%             |
| 2015 | The Visit                                                      | Horror     | $5 milioni   | $98,5 milioni  | 64%             |
| 2015 | The Green Inferno                                              | Horror     | $5 milioni   | $12,7 milioni  | 34%             |
| 2015 | Paranormal Activity - Dimensione fantasma                      | Horror     | $10 milioni  | $78,1 milioni  | 13%             |
| 2015 | Jem e le Holograms                                             | Drammatico | $5 milioni   | $2,3 milioni   | 18%             |
| 2016 | Visions                                                        | Horror     | N.D.         | $1 milione     | 21%             |
| 2016 | Curve                                                          | Horror     | N.D.         | N.D.           | N.D.            |
| 2016 | The Veil                                                       | Horror     | $4 milioni   | N.D.           | N.D.            |
| 2016 | Martyrs                                                        | Horror     | $1 milione   | N.D.           | 9%              |
| 2016 | Il terrore del silenzio                                        | Horror     | $1 milione   | N.D.           | 100%            |
| 2016 | The Darkness                                                   | Horror     | $4 milioni   | $10.9 milioni  | 4%              |
| 2016 | La notte del giudizio - Election Year                          | Horror     | $10 milioni  | $118.1 milioni | 55%             |
| 2016 | Viral                                                          | Horror     | N.D.         | $160.954       | 60%             |
| 2016 | Nella valle della violenza (In a Valley of Violence)           | Western    | N.D.         | $61,797        | 76%             |
| 2016 | Ouija - L'origine del male                                     | Horror     | $9 milioni   | $81.7 milioni  | 82%             |
| 2016 | Incarnate - Non potrai nasconderti                             | Horror     | $5 milioni   | $9 milioni     | 17%             |
| 2016 | Split                                                          | Horror     | $9 milioni   | $278,5 milioni | 77%             |
| 2016 | The Belko Experiment                                           | Horror     | N.D.         | N.D.           | N.D.            |
| 2016 | Sleight - Magia                                                |            | N.D.         | N.D.           | N.D.            |
| 2016 | Lowriders                                                      |            | N.D.         | N.D.           | N.D.            |
| 2016 | Bruce Lee - La grande sfida                                    | Azione     | N.D.         | N.D.           | N.D.            |

- The Resurrection of Gavin Stone, regia di Dallas Jenkins (2017) - solo distribuzione
- Scappa - Get Out, regia di Jordan Peele (2017)
- Auguri per la tua morte, regia di Christopher Landon (2017)
- Creep 2, regia di Patrick Brice (2017)
- Amityville - Il risveglio, regia di Franck Khalfoun (2017)
- Like. Share. Follow., regia di Glenn Gers (2017)
- Totem, regia di Marcel Sarmiento (2017)
- Insidious - L'ultima chiave, regia di Adam Robitel (2018)
- Benji, regia di Brandon Camp (2018)
- Obbligo o verità, regia di Jeff Wadlow (2018)
- Stephanie, regia di Akiva Goldsman (2018)
- Family Blood, regia di Sonny Mallhi (2018)
- Delirium, regia di Dennis Iliadis (2018)
- Upgrade, regia di Leigh Whannell (2018)
- La prima notte del giudizio, regia di Gerard McMurray (2018)
- Unfriended: Dark Web, regia di Stephen Susco (2018)
- The Keeping Hours, regia di Karen Moncrieff (2018)
- BlacKkKlansman, regia di Spike Lee (2018)
- Seven in Heaven, regia di Chris Eigeman (2018)
- Halloween, regia di David Gordon Green (2018)
- Cam, regia di Daniel Goldhaber (2018)
- Thriller, regia di Dallas Jackson (2018)
- Rapina a Stoccolma, regia di Robert Budreau (2018)
- The Lie, regia di Veena Sud (2018)
- Glass, regia di M. Night Shyamalan (2019)
- Ancora auguri per la tua morte, regia di Christopher Landon (2019)
- Mercy Black, regia di Owen Egerton (2019)
- Ma, regia di Tate Taylor (2019)
- Don't Let Go, regia di Jacob Aaron Estes (2019)
- Bloodline, regia di Henry Jacobson (2019)
- Prey, regia di Franck Khalfoun (2019)
- Sweetheart, regia di J. D. Dillard (2019)
- The Gallows Act II, regia di Chris Lofing e Travis Cluff (2019)
- Adopt a Highway, regia di Logan Marshall-Green (2019)
- Black Christmas, regia di Sophia Takal (2019)
- The Vigil - Non ti lascerà andare (The Vigil), regia di Keith Thomas (2019)
- Fantasy Island, regia di Jeff Wadlow (2020)
- L'uomo invisibile (The Invisibie Man), regia di Leigh Whannell (2020)
- The Hunt, regia di Craig Zobel (2020)
- Ve ne dovevate andare (You Should Have Left), regia di David Koepp (2020)
- Ritrova te stesso (Black Box), regia di Emmanuel Osei-Kuffour Jr. (2020)
- L'occhio del male (Evil Eye), regia di Elan e Rajeev Dassani (2020)
- Nocturne, regia di Zu Quirke (2020)
- Il rito delle streghe (The Craft: Legacy), regia di Zoe Lister-Jones (2020)
- Freaky, regia di Christopher Landon (2020)
- La notte del giudizio per sempre (The Forever Purge), regia di Everardo Gout (2021)
- Halloween Kills, regia di David Gordon Green (2021)
- Paranormal Activity: Parente prossimo (Paranormal Activity: Next of Kin), regia di William Eubank (2021)
- Hurt, regia di Sonny Mallhi (2021)
- The Manor, regia di Axelle Carolyn (2021)
- La casa in fondo al lago (The Deep House), regia di Alexandre Bustillo e Julien Maury (2021)
- Il bunker ( American Refugee), regia di Ali LeRoi (2021)
- Madres, regia di Alex Zaragoza (2021)
- Nero come la Notte (Black as Night), regia di Maritte Lee Go (2021)
- Bingo Hell, regia di Gigi Saul Guerrero (2021)
- This is the Night, regia di James DeMonaco (2021)
- L'incendiaria (Firestarter), regia di Keith Thomas (2022)
- Unhuman, regia di Marcus Dunstan (2022)
- Dashcam, regia di Rob Savage (2022)
- Black Phone (The Black Phone), regia di Scott Derrickson (2022)
- Torn Hearts, regia di Brea Grant (2022)
- They/Them, regia di John Logan (2022)
- Vengeance, regia di B.J. Novak (2022)
- Mr. Harrigan's Phone, regia di John Lee Hancock (2022)
- The Visitor, regia di John P. Lange (2022)
- Halloween Ends, regia di David Gordon Green (2022)
- Run Sweetheart Run, regia di Shana Feste (2022)
- Nanny, regia di Nikyatu Jusu (2022)
- M3gan, regia di Gerard Johnstone (2023)
- Insidious: Fear the Dark, regia di Patrick Wilson (2023)
- L'esorcista - Il credente (The Exorcist: Believer), regia di David Gordon Green (2023)
- Five Nights at Freddy's, regia di Emma Tammi (2023)
- Night Swim, regia di Bryce Mcguire (2024)
- Imaginary, regia di Jeff Wadlow (2024)
- Afraid, regia di Chris Weitz (2024)
- Speak No Evil - Non parlare con gli sconosciuti, regia di James Watkins (2024)
- House of Spoils - Il sapore del male, regia di Bridget Savage Cole e Danielle Krudy (2024)
- Wolf Man, regia di Leigh Whannell (2025)
- The Woman in the yeard, regia di Jaume Collet-Serra (2025)
- Drop - Accetta o Rifiuta, regia di Christopher Landon (2025)
- M3GAN 2.0, regia di Gerard Johnstone (2025)
- Black Phone 2, regia di Scott Derrickson (2025)
- Five Nights at Freddy's 2, regia di Emma Tammi (2025)

### Televisione
- Sharp Objects – miniserie TV, 8 puntate (2018)
- Ghoul – miniserie TV, 3 puntate (2018)
- The Good Lord Bird - La storia di John Brown (The Good Lord Bird) – miniserie TV, 7 puntate (2020)
- La casa nella palude (A House on the Bayou), regia di Alex McAulay (2021)
- The Bondsman – serie TV (2025)

## Blumhouse Games
Il 7 giugno 2024, durante la Summer Game Fest
Blumhouse Productions pubblicò un trailer in cui rivelavano la divisione dedicata ai giochi chiamata 
Blumhouse Games e i giochi a cui lavoravano.

### Videogiochi
| Titolo                   | Anno | Piattaforma/e                                                                     | Sviluppatore             | Nota |
| ------------------------ | ---- | --------------------------------------------------------------------------------- | ------------------------ | ---- |
| Fear the spotlight       | 2024 | PlayStation 4, PlayStation 5, Xbox One, Xbox Series X/S, Nintendo Switch, Windows | Cozy Game Pals           |      |
| Crisol: Theater of Idols | 2025 | PlayStation 5, Xbox Series X/S,Windows                                            | Vermila Studios          |      |
| 'Sleep Awake             | TBA  | PlayStation 5, Xbox Series X/S,Windows                                            | Eyes Out                 |      |
| Grave Seasons            | 2025 | PlayStation 4, PlayStation 5, Xbox One, Xbox Series X/S, Nintendo Switch, Windows | Perfect Garbage          |      |
| "Project C               | TBA  | TBA                                                                               | Half Mermaid Productions |      |